# 톱가오리
톱가오리는 톱가오리과에 속하는 가오리의 총칭이다. 다 자라면 몸길이가 7m에 달하며 주로 밤에 활발히 활동하고, 민물과 바닷물 양쪽에서 모두 살 수 있다.
많은 이빨이 달린 주둥이는 방어와 공격 모두를 위한 무기로, 먹이의 움직임과 심장 박동을 감지한다. 톱가오리는 먹잇감을 사냥할 때 이 날카로운 주둥이를 이용해 먹이를 기절시켜 죽인다. 또한 포식자로부터 자신을 방어하기 위해 무기처럼 휘두르기도 한다. 톱가오리는 몸이 납작하기 때문에 강바닥을 따라 몸을 붙이고 유유히 헤엄쳐 다니면서 주둥이로 어류와 갑각류를 찾은 후, 톱날 모양의 이빨로 먹이를 사냥한다.
그러나 거친 살갗과 날카로운 주둥이를 가진 톱가오리는 진화적인 면에서 단점이 있다. 입의 특성상 먹이를 물어뜯을 수가 없기 때문에 입에 들어갈 수 있는 크기의 작은 먹이만 삼킬 수 있다. 또한 적극적으로 공격하는 포악한 성격을 가지고 있지 않다. 오늘날 멸종위기에 처해 있지만, 날카로운 주둥이는 여전히 무서운 무기이다.

## 하위 분류
- 톱가오리목
  - 톱가오리과 (Pristidae) Bonaparte, 1838
    - 아녹시톱가오리속 (Anoxypristis) E. I. White & Moy-Thomas, 1941
      - 아녹시톱가오리 (Anoxypristis cuspidata) (Latham, 1794)

    - 톱가오리속 (Pristis) H. F. Linck, 1790
      - Pristis clavata Garman, 1906
      - Pristis microdon Latham, 1794
      - Pristis pectinata Latham, 1794
      - Pristis perotteti J. P. Müller & Henle, 1841
      - 큰이빨톱가오리Pristis pristis (Linnaeus, 1758)
      - Pristis zijsron Bleeker, 1851

## 멸종 위기
톱가오리과의 모든 종들은 심각한 멸종위기에 놓여있으며, 이에 따라 국제적으로 종의 거래가 금지된다.